# 高水高等学校・付属中学校
高水高等学校・付属中学校（たかみずこうとうがっこう・ふぞくちゅうがっこう）とは、山口県岩国市尾津町に所在し、中高一貫教育を提供する私立高等学校・中学校。

## 概要
付属中学校から内部進学する六年制普通科が存在する。校舎は、岩国短期大学と同じ敷地内にある。

## 沿革
1873年（明治6年）宍戸藩校徳修館の侍講であった宮川視明が、熊毛郡元高水村烏帽子岳山麓に磨鍼塾という私塾を開いた。しかし1880年（明治13年）他界とともにその後継者はなく、一時中断していたが、1898年（明治31年）宮川視明の門弟の同村江田保は正覚寺住職伊東法住、篤学者河谷茂作と計って、視明の嗣子宮川泰を設立会長に推し、儒教精神に基づく寺子屋風の私塾、高水村塾を設立した。
- 1898年4月10日 - 創立。
- 1923年3月 - 財団法人山口県高水中学校設立。
- 1948年4月 - 山口県高水高等学校に移行、併設中学校は付属中学校と改称。
- 1954年4月 - 岩国市に学校移転。
- 1959年4月 - 校名を高水高等学校・同付属中学校と改称。
- 1971年4月 - 敷地内に岩国短期大学設立。

## 設置学科
- 普通科
  - アドバンスコース
  - キャリアデザインコース
- 六年制普通科

### 歴代高等学校校長
- 初代: 川村道篤
- 2代: 江田保
- 3代: 伊東法住
- 4代: 宮川忠蔵
- 5代: 宮川澳男
- 6代: 高橋正徳
- 7代: 山本真喜雄
- 8代: 市岡友弌
- 9代: 野村元昭
- 10代: 加藤善美
- 11代: 前田茂雄
- 12代: 宮本剛
- 13代: 髙田美樹

### 歴代中学校校長
- 2代: 山本真喜雄
- 3代: 市岡友弌
- 4代: 釘屋才輔
- 5代: 渡辺耕而
- 6代: 片山秀夫
- 7代: 前田茂雄
- 8代: 宮本　剛
- 9代: 髙田美樹

## 交通
- 山陽本線（JR西日本）: 南岩国駅（徒歩5分）
- 岩国市営バス: 高水学園前（徒歩3分）

## 主な出身者
- 弘兼憲史（漫画家）
- 隅修三（東京海上ホールディングス社長）
- 嶋原清子（元長距離走・マラソン選手、世界陸上大阪大会女子マラソン6位）
- 田中宏昌（十種競技、世界陸上大阪大会日本代表）
- 又野誠治（俳優）
- 平岡祐太（俳優、中退）
- 宗正彰（経済アナリスト、テレビ・ラジオコメンテーター）
- 石内裕貴（柔道選手）
- 藤本拓（陸上選手、トヨタ自動車所属）